# Hexenverfolgung in Davensberg
In Davensberg kam es Ende des 16. und im 17. Jahrhundert zu zahlreichen Hexenprozessen. Von 1593 bis 1647 (nach anderen Quellen 1657) fanden im Bereich des adeligen Gerichts Davensberg-Nordkirchen 55 Hexenprozesse statt, die zu zahlreichen Hinrichtungen führten.

## Vorgeschichte, Vorbedingungen
Die Prozesse und Ereignisse in Davensberg stehen im Zusammenhang mit der historischen Hexenverfolgung im gesamten mitteleuropäischen Raum. Dabei war die Verfolgung im damaligen Hochstift Münster von geringerer Intensität, als in anderen Gebieten und setzte verhältnismäßig spät ein. Innerhalb des Hochstifts war das der Familien von Morrien unterstehende adelige Gericht Davensberg-Nordkirchen, das sich über große Teile des Amtes Werne erstreckte, ein Ort intensiver Verfolgung. Hierbei kam es im späteren Verlauf auch zu Auseinandersetzungen mit den Münsterschen Räten um die Art des Vorgehens und insgesamt um Macht und Einfluss in der Region. Auf dem Höhepunkt der Ereignisse verurteilte die damalige Gerichtsherrin zu Davensberg, Anna Sophia von Limburg-Styrum, Witwe des Johann von Morrien, in einem Schreiben vom Dezember 1629 und Januar 1630 mit drastischen Worten „bößhafte leuthe“, die dermaßen viele „unthadten“, „sonderlich“ der „zauberey“, begangen hätten, dass sie dagegen mit der „heilige(n) justitz“ habe einschreiten müssen.

## Verlauf

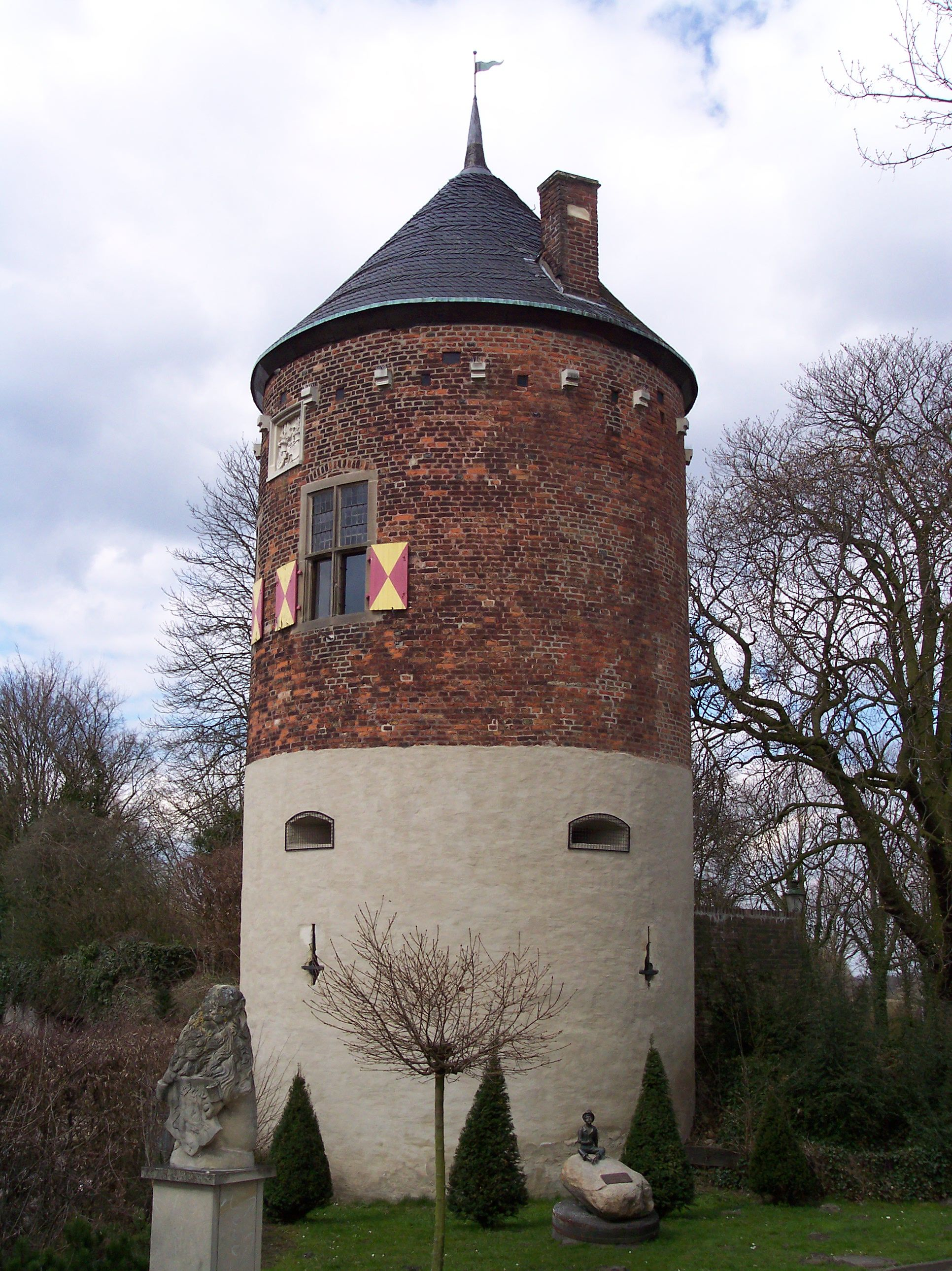
Der Rundturm in Davensberg, Ort früherer Gerichtssitzungen und Kerker für die Gefangenen

### Einsetzende Verfolgung ab 1590
Die Hexenverfolgungen setzten in den frühen 1590er Jahren ein. Der erste große Hexenprozess begann 1596 gegen Margarete Bunigmann aus der „Osterbauerschaft“. Sie wurde der Zauberei angeklagt und nach Konsultation mit der Universität Marburg der peinlichen Befragung unterzogen. Es kam zu einem Freispruch, jedoch sorgte das Verfahren in der Region für Aufsehen.
Es den folgenden Jahren kam es zu weiteren einzelnen Verfahren. 1611 wurde gegen mehrere männliche und weibliche der Zauberei Beschuldigte prozessiert, woraufhin die Hinrichtung der Verurteilten erfolgte. 1618 wurden mehrere Personen des Schadenszaubers angeklagt und durch Verbrennen hingerichtet. In Davensberg wie auch anderen Orten der Region setzte man im Zuge der Verfolgungen auch die sogenannten Wasserprobe ein. 1624 wurde Merge Dichte aus Westrup hingerichtet.

### Prozess gegen Anna Walboem
Eines der Opfer der Hexenverfolgung in Davensberg war die achtzigjährige Anna Walboem. Die um 1549 in Ottmarsbocholt geborene Anna Walboem wurde im Herbst des Jahres 1629 von anderen angeklagten und später hingerichteten Frauen unter der Folter denunziert, sie hätte beim gemeinsamen Hexentanz teilgenommen. Diese Frauen wurden später hingerichtet.
Anna Walboem wurde im November des Jahres 1629 gefangen genommen und kurz danach zur peinlichen Frage verdammt. Trotz Folter legte sie kein Geständnis ab. Ein Anwalt beschwerte sich in einem Brief vom 14. Dezember 1629, wie das Gericht Davensberg die als ehrlich und fromm bekannte Greisin unter unwürdigen Bedingungen inhaftiert und gemartert hätte. Gegen die Stellungnahme einiger erfahrener Rechtsgelehrten sei sie lediglich aufgrund der Denunziation etzlicher verbrannter Hexen eingezogen und peinlich befragt worden. Das Davensberger Gericht ließ die alte persohn so schrecklich foltern, dass sie wie tot auf dem Platz liegen blieb.
Fünf Rechtsgelehrte fertigten im Auftrag ihrer Familie ein Gutachten an, das die Folterung der Mutter Walboem strikt ablehnte und ihre Entlassung forderte. Die münsterischen Räte entschieden am 18. Dezember 1629, dass sie so bald wie möglich in bessere Räumlichkeiten transportiert werden müsse, da man aufgrund der kalten Witterung den Tod der Frau im Gefängnis befürchtete. Aber die Richter Johann Ascheberg und Engelbert Langenhorst im Davensberger Gericht weigerten sich, diese Entscheidung der münsterischen Räte zu befolgen und verwiesen auf die Anordnungen der Gerichtsherrin Anna Sophia von Morrien.
Während noch über sie gestritten wurde, lag die 80-jährige Angeklagte bereits auf dem Sterbebett. Nach ihrem Tod im Januar 1630 entbrannte ein Streit zwischen der Familie Walboem und dem Gericht Davensberg über das Schicksal des Leichnams. Das Gericht ließ durch einen Scharfrichter eine Bestätigung anfertigen, dass der Teufel der alten Walboem den Hals zerbrochen habe, und konsultierte ausgerechnet den berüchtigten Hexenkommissar Heinrich von Schultheiß. Die Familie war empört über diesen Befund, der sie selbst als Blutsverwandte einer Hexe gebrandmarkt und unter Umständen in Gefahr gebracht hätte. Die Familie beauftragte im Gegenzug einen Anwalt mit einer Klage gegen die verantwortlichen Gerichtsvertreter, weil kein Geständnis der Zauberei durch die Verstorbene vorlag. Dieser Prozess zeigte, wie im Gericht Davensberg alle geltenden Verfahrensrichtlinien in Hexenprozessen missachtet wurden.

## Erinnerung
In Davensberg gibt es keinen Gedenkstein oder Gedenktafel für die Opfer der Hexenprozesse. 2018 wurde beschlossen, dass die Straße im neuen Baugebiet „Hemmen“ in Davensberg den Namen Anna-Walboem-Straße erhält.

### Kontroverse
Am 24. Februar 1995 wurde auf Anregung des Heimatvereins Davensberg neben der Kirche ein Denkmal für Papst Innozenz VIII. eingeweiht. Die Skulptur zeigt ihn mit der Urkunde für die Genehmigung der Errichtung der St. Anna-Kirche. Durch Leserbriefe in der örtlichen Presse entbrannten kontroverse Diskussionen über die Person und das Lebenswerk des Papstes, dessen Name mit dem Beginn der Hexenverfolgungen verknüpft ist. Die von ihm verfasste Bulle Summis desiderantes affectibus aus dem Jahr 1484 bewirkte eine starke Zunahme von Hexenprozessen vor allem in Deutschland. Der Heimatverein betonte, dass ausschließlich der Gründungssituation der Kirche gedacht werden sollte.